# العلاقات الفنلندية المالطية
العلاقات الفنلندية المالطية هي العلاقات الثنائية التي تجمع بين فنلندا ومالطا.

## مقارنة بين البلدين
هذه مقارنة عامة ومرجعية للدولتين:
| وجه المقارنة                                              | فنلندا                                                                               | مالطا                                                     |
| --------------------------------------------------------- | ------------------------------------------------------------------------------------ | --------------------------------------------------------- |
| المساحة (كم2)                                             | 338.42 ألف                                                                           | 316                                                       |
| عدد السكان (نسمة)                                         | 5.52 مليون                                                                           | 465.29 ألف                                                |
| الكثافة السكانية (ن./كم²)                                 | 16.31                                                                                | 147.24 ألف                                                |
| العاصمة                                                   | هلسنكي                                                                               | فاليتا                                                    |
| اللغة الرسمية                                             | اللغة الفنلندية، اللغة السويدية                                                      | اللغة المالطية، لغة إنجليزية                              |
| العملة                                                    | يورو، ماركا فنلندية                                                                  | يورو، ليرة مالطية                                         |
| الناتج المحلي الإجمالي (بليون دولار)                      | 251.88 مليار                                                                         | 12.54 مليار                                               |
| الناتج المحلي الإجمالي (تعادل القوة الشرائية) بليون دولار | 231.84 مليار                                                                         | 14.68 مليار                                               |
| الناتج المحلي الإجمالي الاسمي للفرد دولار أمريكي          | 42.31 ألف                                                                            | 22.60 ألف                                                 |
| الناتج المحلي الإجمالي للفرد دولار أمريكي                 | 40.68 ألف                                                                            |                                                           |
| مؤشر التنمية البشرية                                      | 0.883                                                                                | 0.839                                                     |
| رمز المكالمات الدولي                                      | +358                                                                                 | +356                                                      |
| رمز الإنترنت                                              | .fi                                                                                  | .mt                                                       |
| المنطقة الزمنية                                           | ت ع م+02:00، ت ع م+03:00، أوروبا/هلسنكي ‏، توقيت شرق أوروبا، توقيت شرق أوروبا الصيفي ‏ | توقيت وسط أوروبا، ت ع م+01:00، ت ع م+02:00، أوروبا/مالطا ‏ |

## مدن متوأمة
في ما يلي قائمة باتفاقيات التوأمة بين مدن فنلندية ومالطية:
- ترتبط كاركيلا مع مارساسكالا باتفاقية توأمة.

## منظمات دولية مشتركة
يشترك البلدان في عضوية مجموعة من المنظمات الدولية، منها:
| علم المنظمة | اسم المنظمة                               | تاريخ انضمام فنلندا | تاريخ انضمام مالطا |
| ----------- | ----------------------------------------- | ------------------- | ------------------ |
|             | الاتحاد الأوروبي                          | 1995                | 1 مايو 2004        |
|             | وكالة ضمان الاستثمار متعدد الأطراف        | 28 ديسمبر 1988      | 12 سبتمبر 1990     |
|             | الأمم المتحدة                             | 14 ديسمبر 1955      | 1 ديسمبر 1964      |
|             | الفريق المعني برصد الأرض                  | ?                   | ?                  |
|             | منظمة حظر الأسلحة الكيميائية              | ?                   | ?                  |
|             | منظمة التجارة العالمية                    | 1995                | ?                  |
|             | منظمة الشرطة الجنائية الدولية             | ?                   | ?                  |
|             | منظمة الأمن والتعاون في أوروبا            | 25 يونيو 1973       | 25 يونيو 1973      |
|             | يونسكو                                    | 10 أكتوبر 1956      | 10 فبراير 1965     |
|             | مجلس أوروبا                               | 5 مايو 1989         | ?                  |
|             | الاتحاد البريدي العالمي                   | ?                   | ?                  |
|             | البنك الدولي للإنشاء والتعمير             | 14 يناير 1948       | 26 سبتمبر 1983     |
|             | المنظمة الهيدروغرافية الدولية             | ?                   | ?                  |
|             | الاتحاد الدولي للاتصالات                  | 1 سبتمبر 1920       | 1965               |
|             | مؤسسة التمويل الدولية                     | 20 يوليو 1956       | 1 يونيو 2005       |
|             | المنظمة الأوروبية لسلامة الملاحة الجوية   | 2001                | 1989               |
|             | المركز الدولي لتسوية المنازعات الاستشارية | 8 فبراير 1969       | 3 ديسمبر 2003      |
|             | مجموعة أستراليا                           | 1991                | 2004               |
|             | مجموعة الموردين النوويين                  | ?                   | ?                  |

## وصلات خارجية
- موقع وزارة الخارجية الفنلندية
- موقع وزارة الخارجية المالطية